# Dettingen an der Erms
Dettingen an der Erms är en kommun (tyska Gemeinde) i Landkreis Reutlingen i delstaten Baden-Württemberg i Tyskland. Folkmängden uppgår till cirka 10 200 invånare, på en yta av 15,79 kvadratkilometer.

## Befolkningsutveckling
| Befolkningsutvecklingen i Dettingen an der Erms 1975–2015 | Befolkningsutvecklingen i Dettingen an der Erms 1975–2015 | Befolkningsutvecklingen i Dettingen an der Erms 1975–2015 | Befolkningsutvecklingen i Dettingen an der Erms 1975–2015 | Befolkningsutvecklingen i Dettingen an der Erms 1975–2015 |
| --------------------------------------------------------- | --------------------------------------------------------- | --------------------------------------------------------- | --------------------------------------------------------- | --------------------------------------------------------- |
|                                                           |                                                           |                                                           |                                                           |                                                           |
| År                                                        |                                                           |                                                           | Folkmängd                                                 | Areal (ha)                                                |
| 1975                                                      | 1975                                                      |                                                           | 7 563                                                     | 1 582                                                     |
| 1980                                                      | 1980                                                      |                                                           | 7 839                                                     |                                                           |
| 1985                                                      | 1985                                                      |                                                           | 8 230                                                     |                                                           |
| 1990                                                      | 1990                                                      |                                                           | 8 940                                                     |                                                           |
| 1995                                                      | 1995                                                      |                                                           | 9 080                                                     |                                                           |
| 2000                                                      | 2000                                                      |                                                           | 9 077                                                     |                                                           |
| 2005                                                      | 2005                                                      |                                                           | 9 252                                                     | 1 581                                                     |
| 2010                                                      | 2010                                                      |                                                           | 9 329                                                     |                                                           |
| 2015                                                      | 2015                                                      |                                                           | 9 477                                                     |                                                           |
|                                                           |                                                           |                                                           |                                                           |                                                           |